# To ranke Viljer
To ranke Viljer er en amerikansk stumfilm fra 1919 af Walter Edwards.

## Medvirkende
- Constance Talmadge som Joan Ludlow
- Harrison Ford som Martin Grey
- Donald MacDonald som Gilbert Palgrave
- California Truman
- Spottiswoode Aitken